# Désiré Beaurain
Désiré Beaurain (Anvers, 2 de setembre de 1881 – Anvers, 24 d'octubre de 1963) va ser un tirador belga que va competir durant el primer quart del segle xx.
El 1908 va prendre part en els Jocs Olímpics de Londres, on disputà la competició d'espasa per equips del programa d'esgrima, en què guanyà la medalla de bronze formant equip amb Paul Anspach, Fernand Bosmans, Fernand de Montigny, François Rom, Victor Willems i Ferdinand Feyerick.
El 1924, als Jocs de París guanyà la plata en la competició de floret per equips.